# Zenodoro (matematico)
Zenodoro (fl. II secolo a.C.) è stato un matematico greco antico della seconda metà del II secolo a.C..

## Biografia
Non si hanno notizie della sua vita, se non che fosse amico del filosofo epicureo e matematico Filonide di Laodicea, quindi databile al tardo II secolo a.C.

## Sulle figure isometriche
Fu tra i primi ad affrontare il problema isoperimetrico.
Nonostante la perdita del trattato di Zenodoro Sulle figure isometriche, sappiamo qualcosa dei risultati in esso contenuti, poiché Teone di Alessandria cita diverse proposizioni dall'opera di Zenodoro quando fornisce il suo commento all' Almagesto di Tolomeo. Anche Pappo fece uso delle Figure isometriche di Zenodoro nel Libro V della sua opera e, in effetti, un confronto con quanto presentato da Teone di Alessandria mostra che Pappo seguì la presentazione di Zenodoro piuttosto da vicino. Nelle Figure isometriche, Zenodoro stesso segue abbastanza da vicino lo stile di Euclide e Archimede e fa riferimento ai risultati di Archimede tratti dal suo trattato Misura del cerchio. Zenodoro studiò l'area di una figura con perimetro fisso e il volume di una figura solida con superficie fissa. Ad esempio, dimostrò che tra poligoni con uguale perimetro e uguale numero di lati, il poligono regolare ha l'area massima. Dimostrò anche che un cerchio è più grande di qualsiasi poligono regolare di uguale perimetro. Per fare questo, Zenodoro si servì di Archimede.